# Tramlijn 20 (Amsterdam)
 Tramlijn 20 is het lijnnummer dat in de loop der jaren door drie verschillende Amsterdamse tramlijnen gevoerd is.

## Eerste lijn 20

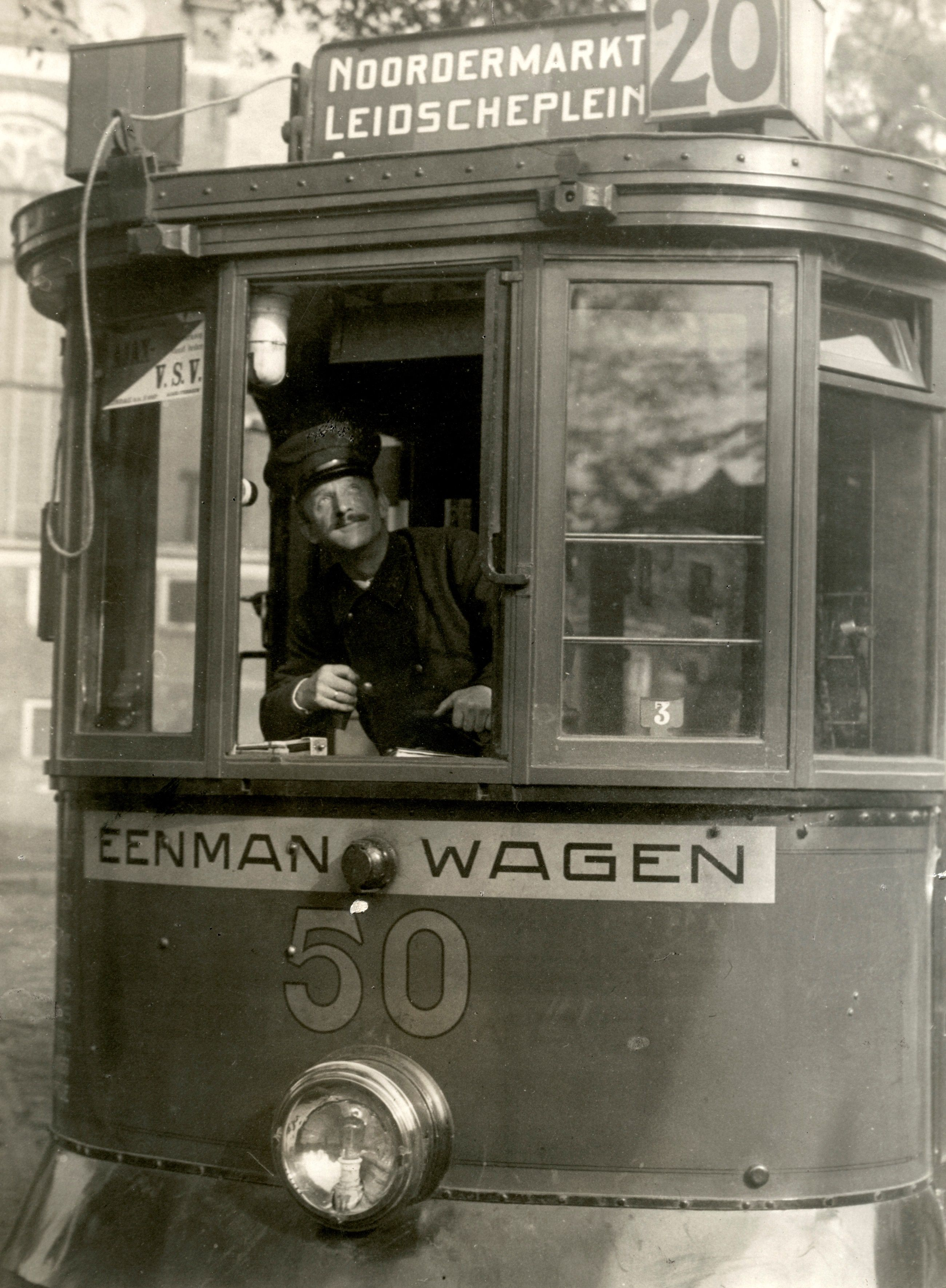
Union 50 als losse eenmanwagen op lijn 20 in 1929.

De eerste lijn 20 was de enige tramlijn die een eindpunt had in de Jordaan en zij werd dan ook aangeduid als Noordermarktlijn. Het was niet het eerste openbaar vervoer in de Jordaan, in 1908 reed er al proefbuslijn 14 drie maanden over de Westerstraat, Noordermarkt, Prinsengracht en Prinsenstraat. 
In het tramplan van 1918 was de lijn geprojecteerd als lijn 21. Omdat de oorspronkelijke lijn 20 volgens dat plan er niet is gekomen kwam het lijnnummer 20 vrij. De lijn werd ingesteld op 7 november 1922 en reed van de Noordermarkt via de Westerstraat, Marnixstraat, Weteringschans, Ferdinand Bolstraat naar het Cornelis Troostplein. De lijn moest voor de nieuwe wijken ten zuiden van de Ceintuurbaan een verbinding bieden met het centrum. Omdat de destijds nog smalle enkelsporige Vijzelstraat naast lijn 4 en 16 geen derde tramlijn kon verwerken werd gekozen voor een route langs het centrum.

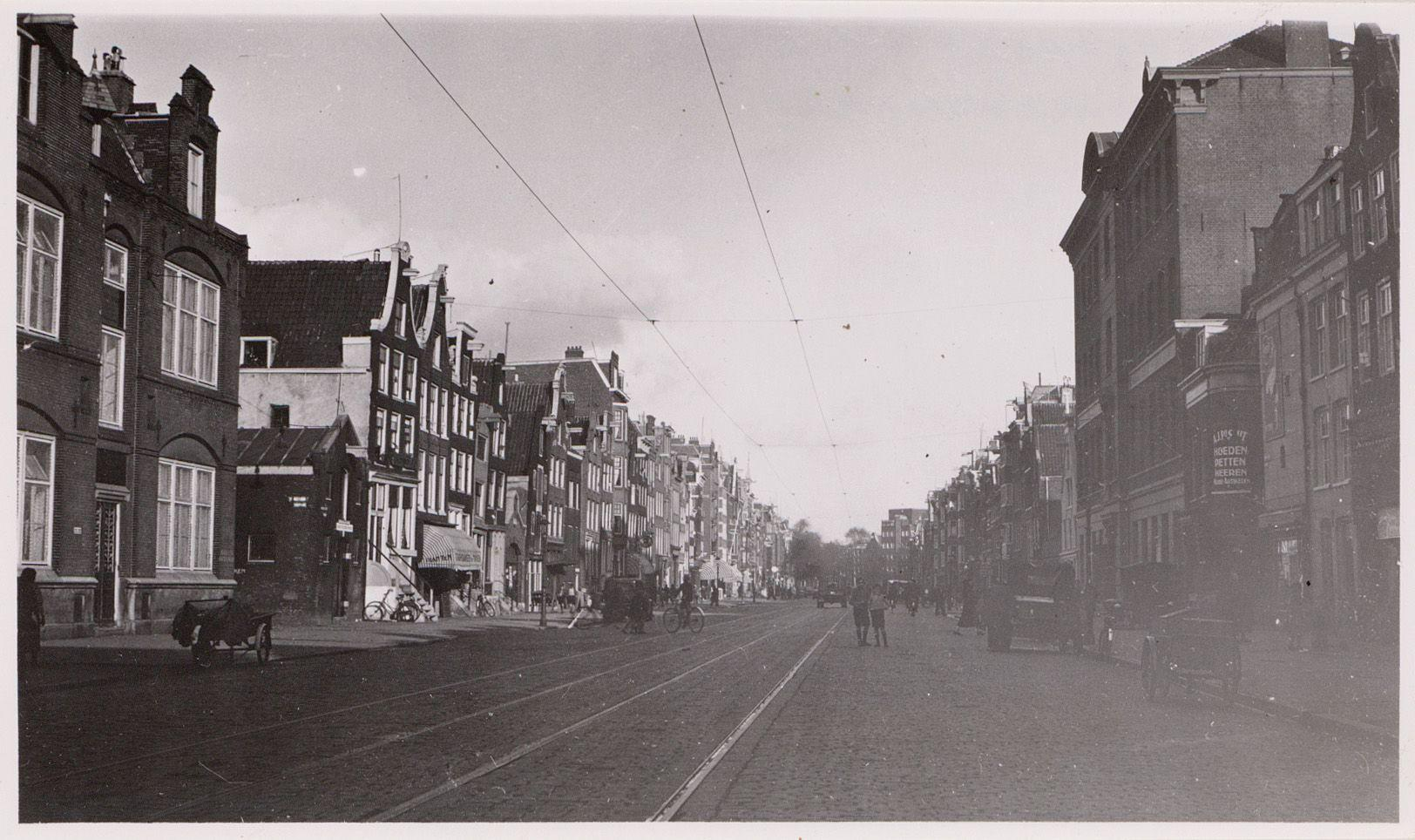
Trambaan in de Westerstraat die op maandag niet bereden kon worden en slechts 9 jaar is gebruikt.

Na twee jaar moeizaam overleg met Publieke Werken, de Dienst Marktwezen en de politie kreeg het bedrijf uiteindelijk toestemming voor de aanleg van een dubbelsporige trambaan verder het centrum in door de Westerstraat met een kopeindpunt op de Noordermarkt.
In de voorwaarden was bepaald dat op maandag (marktdag) tot 20.30 uur niet door de Westerstraat kon worden gereden en de Noordermarkt dus niet bereikt kon worden. De lijn reed dan tot het Marnixplein en na het gereed komen van de spoorverbinding naar het Frederik Hendrikplantsoen. Tijdens de verlegging van lijn 23 naar de Oostzaanstraat in 1930 en 1931 werd naar de Planciusstraat gereden.
Publieke Werken had plannen voor een brede verkeersweg, "De Nieuwe Weg", een Raadhuisstraatachtige doorbraak tussen de Noordermarkt en de Nieuwezijds Voorburgwal waarover de tramsporen zouden kunnen worden doorgetrokken om het echte centrum te bereiken. Deze plannen zijn echter niet verder gekomen dan de tekentafel en nooit tot uitvoering gebracht.
Op 4 juli 1929 volgde in Amsterdam-Zuid een verlenging via Scheldestraat en Noorder Amstellaan (thans Churchill-laan) naar de Amstellaan (thans Vrijheidslaan). Op 3 april 1930 werd de lijn verlegd vanaf de Trompenburgstraat via de Amsteldijk, Van Woustraat en Westeinde en via de verdere route naar de Noordermarkt.
Door de komst van lijn 25, die wel een korte rechtstreekse verbinding met het centrum gaf, werd de lijn minder belangrijk en op 1 januari 1932 werd deze ingekort tot Trompenburgstraat – Frederiksplein. Op 16 juni 1932 werd zij opgeheven als een van de lijnen die bij wijze van crisismaatregel moesten verdwijnen (de andere 'crisisslachtoffers' waren de lijnen 12, 15, 19 en 21). De sporen in de Westerstraat zijn uiteindelijk maar 9 jaar gebruikt en de Noordermarkt en de Jordaan waren hiermee weer verstoken van de tram.
Alleen in de jaren 2001-2010 kwam daar weer openbaar vervoer in de vorm van De Opstapper/Stop/Go.

## Tweede lijn 20
Al sinds 1990 reden er in de spits in verband met de vele forensen extra wachtwagens tussen het Centraal Station en het Weteringplantsoen ter versterking van de lijnen 16, 24 en 25. In 1991, bij de invoering van de OV-studentenkaart, wilde men deze extra ritten structureel maken en een speciale tramlijn 26 (eerst gedacht als lijn 27) instellen. Dit ging echter niet door en men bleef, indien noodzakelijk, extra wachtwagens inzetten.
In 1993 verscheen de lijn dan toch maar kreeg nu het lijnnummer 20 dat na 61 jaar weer in gebruik kwam en werd nu de tweede Amsterdamse tramlijn 20. De lijn reed van 3 juni 1991 tot 13 september 1993. Het was een versterkingsdienst voor de lijnen 16, 24 en 25, die in de ochtendspits reed tussen Centraal Station en Weteringcircuit. Zij werd weer opgeheven toen de frequentie van de genoemde lijnen werd verhoogd.

## Derde lijn 20

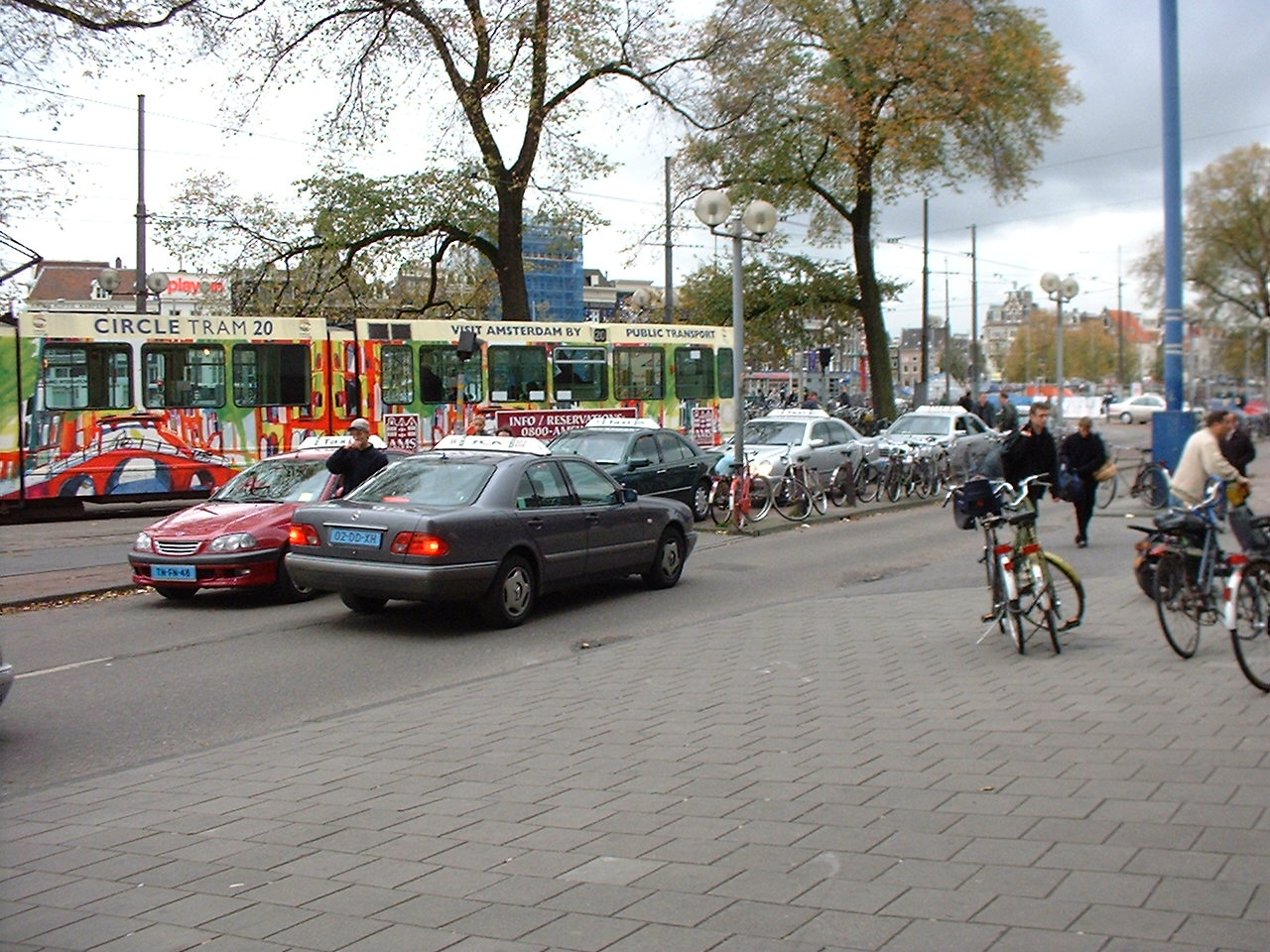
Een tram van Circle lijn 20 op het Centraal Station te Amsterdam; oktober 2000.

In navolging van andere steden (onder andere de City Circle Tram lijn 35 in Melbourne) werd de derde Amsterdamse tramlijn 20 op 25 maart 1997 ingesteld als speciale lijn (Circletram) voor toeristen in Amsterdam. Oorspronkelijk zou het tramlijn 8 worden (de acht stond voor ringlijn en oneindig en bij een perspresentatie over de nieuwe lijn in 1996 werd zelfs een rit onder dit lijnnummer gehouden).
Vanwege de herinnering aan de oorlog en de deportatie van de Joden kwam protest tegen het weer gebruiken van dit lijnnummer (dat van 1967 tot 1990 in gebruik was als buslijn). De Circletramlijn werd toen getooid met het lijnnummer 20.
De lijn reed van na de ochtendspits tot 's avonds, ook in het weekeinde, op een traject dat zo veel mogelijk toeristische trekpleisters moest bedienen. De lijn kon ook als versterking van diverse andere lijnen gezien worden, maar veel inwoners hadden, als de tram voorreed, twijfels of ze 'er wel in mochten stappen'. Ook werden bestemming of route niet duidelijk aangegeven op de lijnfilm van de tram. Zitplaatsen waren zodoende verzekerd in lijn 20, en dit is ook de reden waarom de lijn als onrendabel per 23 september 2002 is opgeheven. De frequentie was het laatste jaar al teruggebracht tot een 20-minutendienst. In tegenstelling tot de citycircle van Melbourne werd de lijn niet met historisch materieel gereden, maar met gelede trams. Later reed de City Sightseeing Amsterdam vrijwel dezelfde route als lijn 20A in één richting met dubbeldeksbussen. Het betrof een Hop on Hop off lijn.
De route van de Circletram 20A: Stationsplein – Martelaarsgracht – Nieuwezijds Voorburgwal – Raadhuisstraat – Rozengracht – Marnixstraat – Leidseplein – Stadhouderskade – Paulus Potterstraat – Van Baerlestraat – Ceintuurbaan – Van Woustraat – Weteringschans – Sarphatistraat – Roetersstraat – Plantage Kerklaan – Plantage Doklaan – Plantage Parklaan – Muiderstraat – Waterlooplein – Amstelstraat – Rembrandtplein – Reguliersbreestraat – Muntplein – Rokin – Damrak – Prins Hendrikkade – Kamperbrug – Stationsplein.
Op dit punt aangekomen veranderde lijn 20A in 20B en reed zij het genoemde traject in de andere richting, evenwel vanaf de Muiderstraat direct over de Plantage Middenlaan naar Plantage Kerklaan en Roetersstraat. Plantage Parklaan (20A) gold als pauzestopplaats. In de eerste maanden reden de lijnen 20A en 20B over de Dam via de route van lijn 14 om het paleis heen, maar dit werd verwarrend gevonden door passagiers, zodat de route al snel vereenvoudigd werd.

### Lijn 20S
In de winterdiensten 1999-2000 tot en met 2001-2002 bestond spitslijn 20S. Deze reed voor aanvang van de reguliere lijn 20 met wagens van deze lijn (2000-2001 eigen wagens) in de ochtendspits tussen het Centraal Station en het Weteringcircuit via de Rozengracht en Weteringschans. De terugrit ging rechtstreeks via de Vijzelstraat. Het traject Leidseplein – Weteringcircuit week af van de route van de gewone lijn 20. Een deel van deze functie is na de opheffing nog enkele jaren waargenomen door lijn 6, totdat deze in 2004 weer zijn route naar Zuid herkreeg en in 2006 geheel werd opgeheven.

## Incidentele lijnen 20
Het lijnnummer 20 is enkele malen kortstondig gebruikt bij stremmingen en op de Amsterdamse metro om reizigers via het tramnet vervangend vervoer te bieden. Ook door railwerkzaamheden op het Leidseplein verscheen er een tijdelijke lijn 20.
- Van 7 tot 9 april 2008 (Centraal Station – Weesperplein) wegens een ontsporing in het metrostation Centraal Station.
- In augustus 2008 (Centraal Station – Amstelstation) in verband met uitgelopen werkzaamheden in de metrotunnel.
- Van 29 oktober tot 2 november 2016 werden i.v.m. railwerkzaamheden op het Leidseplein de westelijke takken van de tramlijnen 7 en 10 bij de Elandsgracht aan elkaar gekoppeld tot lijn 20. De route was Slotermeer – Kinkerstraat – Elandsgracht – Marnixstraat – Westergasfabriek.
- Op 25 februari 2018 reed gedurende een dag een tramlijn 20 van het Centraal Station naar de Plantage Kerklaan omdat de lijnen 9 en 14 in verband met spoorwerkzaamheden bij het Alexanderplein waren omgelegd en Artis daarbij niet aandeden.

## Touristtramlijn 20

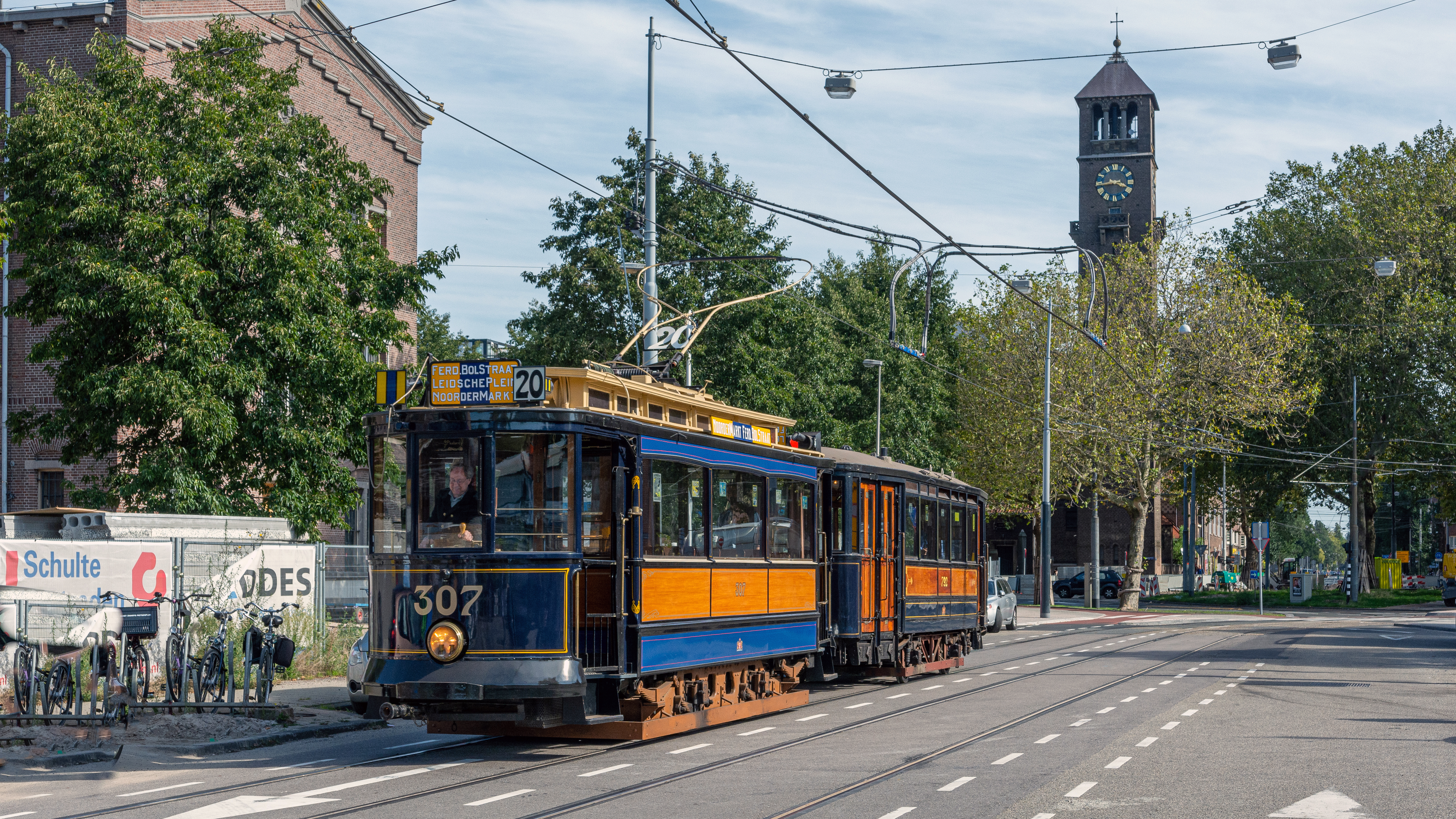
Museumstel 307+792 op lijn 20.

Van 3 juli t/m 28 augustus 2011 reed op alle zondagen in juli en augustus de na zes jaar herleefde Touristtram onder het lijnnummer 20. De tram vertrok vanaf de Prins Hendrikkade tegenover het Centraal Station om 12.00, 13.00, 14.00, 15.00 en 16.00 uur. De ritten werden gereden met het lijnnummer 20, gedeeltelijk volgens de route van de Circlelijn 20 die bestond van 1997 tot 2002. de route was: Prins Hendrikkade – Damrak – Dam – Nieuwezijds Voorburgwal – Raadhuisstraat – Rozengracht – Marnixstraat – Leidseplein – Stadhouderskade – Paulus Potterstraat – Van Baerlestraat – Ceintuurbaan – Van Woustraat – Weteringschans – Sarphatistraat – Roetersstraat – Plantage Kerklaan – Plantage Doklaan – Plantage Parklaan – Muiderstraat – Waterlooplein – Amstelstraat – Rembrandtplein – Reguliersbreestraat – Muntplein – Rokin – Dam – Nieuwezijds Voorburgwal – Prins Hendrikkade.
Beschikbaar waren een tweeasserstel en een drieasserstel van de Electrische Museumtramlijn Amsterdam. Het meest ingezet zijn de stellen 464 + 776 (vanaf 2015), 465 + 731 (tot 2015) en 533 + 987. De ritten waren echter geen reguliere tramlijn en kenden een speciaal tarief, de OV-chipkaart was er niet geldig. In de zomers van 2012, 2013, 2014, 2015 en 2016 vonden deze ritten weer plaats op alle zondagen in juli, augustus en september.
Ook in de zomer van 2017 waren er nog ritten op zondagen in juli, augustus en september. Er werd nu één rondrit gehouden vanaf het Haarlemmermeerstation naar het Centraal Station en terug. Vertrektijd: 12.00 uur. Route: Haarlemmermeerstation – Stadionweg – Beethovenstraat – Ceintuurbaan – Ferdinand Bolstraat – Weteringcircuit – Weteringschans – Sarphatistraat – Roetersstraat – Plantage Kerklaan – Plantage Middenlaan – Waterlooplein – Rembrandtplein – Reguliersbreestraat – Rokin – Dam – Nieuwezijds Voorburgwal – Prins Hendrikkade (Victoria Hotel) – Damrak – Dam – Raadhuisstraat – Rozengracht – Marnixstraat – Leidseplein – Hobbemastraat – Paulus Potterstraat – Willemsparkweg – Koninginneweg – Amstelveenseweg – Haarlemmermeerstation (Museumtramlijn).
Sinds najaar 2018 worden regelmatig rondritten met museumtrams gereden vanaf de Dam bij de Nieuwendijk die administratief het lijnnummer 20 voeren (niet op de trams). De route varieert afhankelijk van welke routes wel of niet beschikbaar zijn wegens spoorwerkzaamheden.

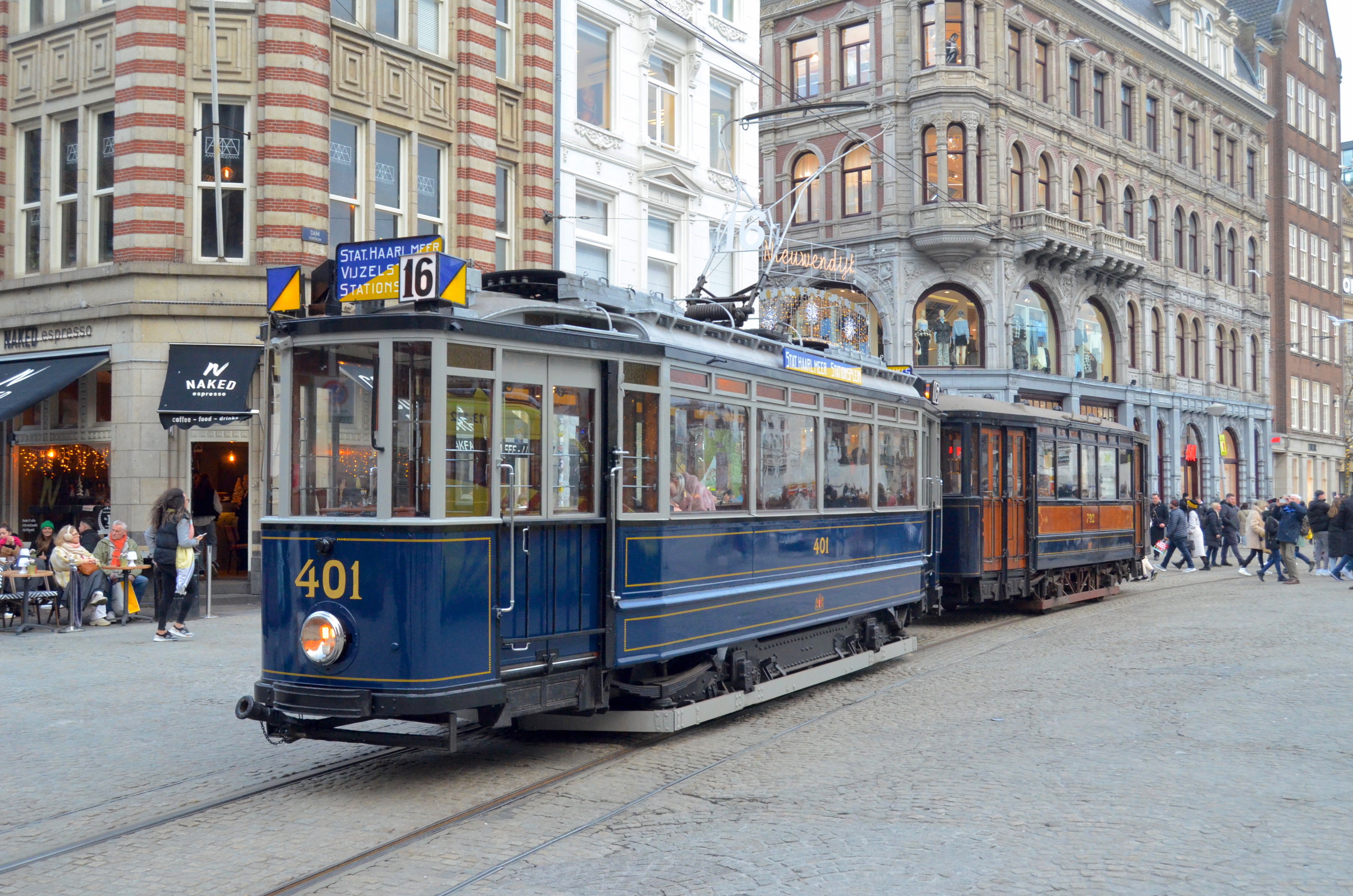
Het Amsterdamse tramstel 401 + 792 op de Dam bij de Nieuwendijk, voor de rondrit door het centrum; 27 december 2022.

In de seizoenen 2023 en 2024 (april t/m oktober) reden de museumtrams tussen 11.00 en 17.00 uur vanaf de Dam een paar keer per uur een rondrit door het centrum op elke zondag en elke eerste en derde zaterdag van de maand, plus nog extra dagen rond Pasen, Hemelvaartsdag en Pinksteren. De route was: Dam – Raadhuisstraat – Rozengracht – Marnixstraat – Weteringschans – Sarphatistraat – Roetersstraat – Plantage (Artis) – Muiderstraat – Waterlooplein – Rembrandtplein – Rokin – Dam.
Ook in het seizoen 2025 (april t/m oktober) rijden de museumtrams vanaf de Dam weer een rondrit door het centrum. Omdat de route via Raadhuisstraat – Rozengracht wegens werkzaamheden in 2025 en 2026 niet beschikbaar is, is de route gewijzigd: Dam – Rokin – Muntplein – Reguliersbreestraat – Rembrandtplein – Utrechtsestraat – Frederiksplein – Weteringschans – Weteringplantsoen – Ferdinand Bolstraat – Ceintuurbaan – Roelof Hartstraat – Van Baerlestraat – Paulus Potterstraat – Stadhouderskade – Leidseplein – Leidsestraat – Nieuwezijds Voorburgwal – Dam.